# Transition Town
Im Rahmen der Transition-Town-Bewegung (etwa „Stadt im Wandel“) gestalten seit 2006 Umwelt- und Nachhaltigkeitsinitiativen in vielen Städten und Gemeinden der Welt den geplanten Übergang in eine postfossile, relokalisierte Wirtschaft. 
Initiiert wurde die Bewegung u. a. von dem englischen Permakulturalisten Rob Hopkins und Studenten des Kinsale Further Education College in Kinsale (Irland).

## Konzept
Ausgehend von der Beobachtung, dass die nationale und internationale Politik nicht entsprechend auf die Herausforderungen des Klimawandels und des bevorstehenden globalen Ölfördermaximums (Peak Oil) reagiert und daher die Kommunen von sich aus mit ersten vorbereitenden Maßnahmen auf eine Zukunft knapper werdender Roh- und Treibstoffe reagieren müssen, initiieren Transition Towns Gemeinschaftsprojekte.
Hierzu gehören u. a. Maßnahmen zur Verbrauchsreduktion von fossilen Energieträgern sowie zur Stärkung der Regional- und Lokalwirtschaft. 
Eine wichtige Rolle spielen dabei auch die Gestaltungsprinzipien der Permakultur, die es insbesondere landwirtschaftlichen, aber auch gesellschaftlichen Systemen ermöglichen sollen, ähnlich effizient und resilient zu funktionieren wie natürliche Ökosysteme.
Die Ziele einzelner Transition-Gruppen haben sich seit 2006 weiterentwickelt. Der ursprüngliche Nebeneffekt von nachbarschaftlichem Austausch, Gemeinschaft und Verminderung von Anonymisierung ist eines der wichtigsten Ziele vieler der Gruppen. Mit der Verschärfung der Klimaproblematik gehen viele der Initiativen davon aus, dass die Ölvorräte nicht verwendet werden dürfen, wenn das Klimaziel erreicht werden soll.

## Initiativen
Zu den „offiziellen“ Transition Towns gehörten im August 2011 nach eigenen Angaben über 450 Gemeinden und Städte, vor allem in der industrialisierten westlichen Welt. Die größte Anzahl von Initiativen findet sich im Vereinigten Königreich von Großbritannien, da hier die Bewegung ihren Anfang nahm. Mit Ausnahme Afrikas, wo in vielen ländlichen Gebieten die Menschen sowieso noch fossilarm und weitestgehend autark wirtschaften, gibt es jedoch auf jedem Kontinent mindestens eine lokale Initiative. Besondere Resonanz hat die Transition-Bewegung in den USA, Kanada und Australien gefunden.

### Transition-Town-Initiativen in Deutschland
In Deutschland gibt es über 100 Initiativen, die sich zum größten Teil noch in der Gründungsphase befinden. Die erste deutsche Initiative war als weltweit 107. Initiative die Transition Town Friedrichshain-Kreuzberg. Inzwischen haben weitere Initiativen offiziellen Status erlangt.

### Initiativen
- Webseite Transition-Initiativen (momentan aktivste soziale Web-Plattform zur Vernetzung aller deutschen, österreichischen und Schweizer Transition-Initiativen, -Interessenten und -Aktiven)
- Transition Towns WIKI; zentrale internationale Website aller Transitioner aus UK

### Eigendarstellungen
- Blog von Rob Hopkins
- Transition Town Bristol
- Energiewende-Blog; läuft langsam aus
- Rob Hopkins, Begründer der Transition-Town-Bewegung, über Peak Oil und die Dynamik von über 200 Transition-Town-Projekten weltweit, Kontext TV (15-minütiges Video-Interview auf Deutsch)
- Rob Hopkins on the transition movement (33-minütiges Interview, Audio mit Abschrift)
- THE ROCKY ROAD TO A REAL TRANSITION: THE TRANSITION TOWNS MOVEMENT AND WHAT IT MEANS FOR SOCIAL CHANGE (Memento vom 6. August 2009 im Internet Archive) (PDF-Datei; 2,44 MB)
- Videobeitrag von Evidero "Transition Town Witzenhausen – Eine Kleinstadt wappnet sich"

### Berichte
- Bericht „Transition Town: Testfall Totnes“, GEO 05/10, Mai 2010
- Deutschlandfunk, Das Feature, 29. November 2011, Ursula Rütten: Zukunft im Selbstversuch. Vom Leben in Transition Towns: Text als PDF (Audio leider nicht mehr verfügbar, 6. Juni 2016)